# Reaganomía

Reagan pronuncia un discurso televisado desde el Despacho Oval, destacando su plan de reducción de impuestos, julio de 1981.

El término reaganomía o reaganismo (procedente del inglés reaganomics) es una contracción de Ronald Reagan y economía formulado por primera vez por el periodista Paul Harveyy se refiere a las políticas económicas liberales promovidas por el presidente estadounidense Ronald Reagan durante la década de 1980. Estas políticas suelen asociarse y caracterizarse como economía de la oferta, economía de efecto derrame o economía vudú por parte de los opositores, mientras que Reagan y sus defensores preferían llamarla economía de libre mercado.
Los cuatro pilares de la política económica de Reagan eran reducir el crecimiento del gasto público, reducir el impuesto federal sobre la renta y el impuesto sobre las ganancias de capital, reducir la regulación gubernamental y endurecer la oferta monetaria para reducir la inflación.
Los resultados de la Reagonomía siguen siendo tema de debate. Los partidarios señalan el fin de la estanflación, un mayor crecimiento del PBI y una revolución empresarial que perduró durante las décadas siguientes. Los críticos señalan el aumento de la brecha de ingresos, la existencia de una atmósfera de codicia, la reducción de la movilidad económica y la triplicación de la deuda pública durante ocho años, que en última instancia invirtió la tendencia posterior a la Segunda Guerra Mundial de una reducción de la deuda pública como porcentaje del PBI.

## Contexto histórico
Antes de la administración Reagan, la economía de Estados Unidos experimentó una década de alto desempleo e inflación persistentemente alta (conocida como estanflación). Crecieron los ataques a la ortodoxia económica keynesiana, así como a modelos económicos empíricos como la curva de Phillips. La presión política favoreció el estímulo que resultó en una expansión de la oferta monetaria. Los controles de precios y salarios del presidente Richard Nixon se eliminaron gradualmente. Las reservas federales de petróleo se crearon para aliviar cualquier shock futuro a corto plazo. El presidente Jimmy Carter había comenzado a eliminar gradualmente los controles de precios del petróleo mientras creaba el Departamento de Energía. Gran parte del crédito de la resolución de la estanflación se atribuye a dos causas: una contracción de la oferta monetaria de tres años por parte de la Junta de la Reserva Federal bajo Paul Volcker, iniciada en el último año de la presidencia de Carter, y una relajación de la oferta a largo plazo. y el precio del petróleo durante el exceso de petróleo de la década de 1980. 
Al afirmar que su intención era reducir los impuestos, el enfoque de Reagan se apartó de sus predecesores inmediatos. Reagan promulgó tasas impositivas marginales más bajas, así como códigos de impuesto sobre la renta simplificados y una desregulación continua. Durante los ocho años de presidencia de Reagan, los déficits anuales promediaron el 4.0% del PIB, en comparación con un promedio del 2.2% durante los ocho años anteriores. La tasa de crecimiento promedio real (ajustada a la inflación) del gasto federal cayó del 4% con Jimmy Carter al 2,5% con Ronald Reagan. El PIB por persona empleada aumentó a una tasa promedio del 1,5% durante la administración Reagan, en comparación con un promedio del 0,6% durante los ocho años anteriores. El crecimiento de la productividad del sector privado, medido como producción real por hora de todas las personas, aumentó a una tasa promedio de 1.9% durante los ocho años de Reagan, en comparación con un promedio de 1.3% durante los ocho años anteriores. Los desembolsos netos federales como porcentaje del PIB promediaron el 21,4% bajo Reagan, en comparación con el 19,1% durante los ocho años anteriores.
Durante las administraciones de Nixon y Ford, antes de la elección de Reagan, el ala moderada del Partido Republicano consideraba poco convencional una política combinada de oferta y demanda. Mientras se postulaba contra Reagan por la nominación presidencial en 1980, George H. W. Bush se había burlado de la Reaganomía como "economía vudú". De manera similar, en 1976, Gerald Ford había criticado severamente la propuesta de Reagan de devolver una gran parte del presupuesto federal a los estados.

## Políticas
La Reaganomics tenía sus raíces en dos de las promesas de la campaña de Reagan: bajar impuestos y reducir el tamaño de la actividad gubernamental. Reagan redujo la tarifa del impuesto sobre la renta, de una forma regresiva. Durante su mandato, los tipos más altos de las tarifas del impuesto sobre la renta se redujeron significativamente, bajando en siete años desde el 70 % hasta el 28 %. Por el contrario, aumentaron los impuestos sobre las nóminas, así como los tipos impositivos efectivos de la población con menores ingresos para mantener la financiación de la Seguridad Social. Al marcharse Reagan, los funcionarios públicos eran más que antes, el déficit presupuestario alcanzó unos niveles desmesurados, superando en porcentaje cualquier indicador anterior.
El producto interior bruto real se incrementó significativamente después de la recesión de 1982, creciendo a un tipo del 3,4 por ciento anual durante sus años de mandato. El desempleo alcanzó un máximo de más del 10,7 % en 1982 en medio de la recesión.
Al mismo tiempo, Reagan buscó eliminar diversas regulaciones del gobierno federal, comenzando con la eliminación del control federal del precio del petróleo-La crisis afectó a las industrias tradicionales, automóviles, electrodomésticos, textiles y siderurgia. Para fines de 1982 la situación económica era cada vez más dramática, porque los subsidios en todas las áreas de los servicios sociales fueron drásticamente disminuidos. Con un déficit presupuestario que Wall Street estima entre 140 y 160 mil millones de dólares, uno de los más altos de la historia a pesar de los recortes. Realizó una estrategia de combinar esta política de contraer la emisión con cortes fiscales generales diseñados para aumentar la inversión en los negocios (en palabras de Reagan: "la escuela de Chicago, ofertismo fiscal, bajar los impuestos a las grandes empresas, reducir los controles, privatizar los servicios públicos, disminuir el poder de las organizaciones obreras y la negociación colectiva. Mientras esta política era ridiculizada por sus opositores como el vudú y Reaganomics. La disminución de los gastos sociales acarreó un aumento de la pobreza, las minorías étnicas quedaron excluidas y los sistemas de protección social y educativa fueron fuertemente afectados, la política de Reagan registró un déficit presupuestario y comercial récord.
Debió enfrentar a poco de comenzar su gobierno un paro de controladores aéreos, para frenarlo se envió miles de cartas de despido a parte de los 12.172 controladores (el colectivo reúne a 13.000) que llevaban a cabo la huelga, la reducción a la mitad de los vuelos regulares durante el próximo mes en veintidós aeropuertos de las principales ciudades del país y el cierre de 58 torres de control en distintos puntos del país.
Sin embargo, Reagan también había prometido una aceleración en la carrera armamentística en Estados Unidos para enfrentarse a la Unión Soviética lo que se tradujo en un aumento dramático de los contratos del gobierno y, en definitiva, del gasto público. La lucha contra la inflación se combinó con promesas quebradas de recortar el déficit fiscal, llevando la razón entre Gasto público/PIB a sus niveles más altos desde la Primera Guerra Mundial. Durante el gobierno de Reagan, la Coalition for Peace Through Strength, poderoso grupo de presión creado por el complejo militar-industrial logrará la anulación de los acuerdos de desarme Strategic Arms Limitation Treaty II (SALT II) reiniciando la carrera armamentística.Tras la derrota electoral de 1982 las medidas propuestas por Reagan para comienzos de 1983 implicaban nuevas reducciones en los gastos sociales y un incremento en los gastos de defensa.
Consecuentemente, ha habido una discusión sin fin acerca de si los logros económicos de los años de Reagan vinieron realmente del mercado libre, o del estímulo de la demanda agregada provocado por el mayor gasto gubernamental en línea con la visión keynesiana. La recesión de 1981-1982,fue considerada ampliamente la peor del país desde la depresión. La recesión de 1982 fue impulsada por las teorías de Friedman para eliminar inflación. Para enfrentar una década de alta inflación, Paul Volcker, entonces presidente de la Reserva Federal elevó las tasas de interés a niveles no vistos desde la Guerra Civil con graves consecuencias. Las zonas más golpeadas fueron la región industrial del medio oeste; el noroeste, donde el sector forestal sufrió a causa de la baja en la construcción, y algunos estados del sur, donde la recesión golpeó más tarde. Los frustrados trabajadores escaparon a llamado cinturón del sol para encontrar empleo. Cuando la recesión de 1982 terminó, el índice de desempleo era del 10,8 por ciento. El responsable de la Reserva Federal, cambia radicalmente de política crediticia cierra el grifo de la emisión de moneda, lo cual provocará la recesión de 1980-82, pero simultáneamente abre la vía de la financiación masiva mediante la emisión de bonos y obligaciones que se renuevan constantemente en el mercado de capitales, lo que empuja a los bancos a que busquen en el mercado la financiación de sus préstamos, recurriendo, a su vez, a la emisión de bonos y obligaciones y a sucesivas ampliaciones de capital (emisión de acciones). Para rembolsar los intereses y lo principal de los bonos emitidos lo que se hace es recurrir a nuevas emisiones de bonos y obligaciones, un mecanismo altamente especulativo con el que se intenta aprovechar el desarrollo de una masa creciente de capital ficticio. Como resultado de la nueva política monetarista Estados Unidos que desde 1914 era el primer acreedor mundial se convierte a partir de 1985 en deudor neto y, desde 1988, en el máximo deudor mundial.
En 1984 Reagan elaboró su propio plan las nuevas disposiciones de 1986 tenían como objetivo ser neutrales desde el punto de vista cuantitativo: mientras que reducía los tipos marginales superiores, también "limpió", aunque solo parcialmente, la base de impuesto, reduciendo lagunas existentes y vías de escape de la legislación del impuesto, preferencias y excepciones, aumentando así la imposición efectiva del impuesto, especialmente en actividades favorecidas anteriormente por la legislación. La campaña electoral de Reagan se llevó a cabo con un programa económico que prometía simultáneamente reducir los impuestos (para impulsar la economía), controlar la cantidad de moneda e incrementar el presupuesto de defensa. Este tipo de vudú económico ha conducido a un enorme déficit y a una profunda recesión. Tanto Margaret Thatcher como Ronald Reagan -siguiendo los análisis de Milton Friedman y de los otros teóricos de la escuela de Chicago. El eje de esta estrategia lo constituía la teoría de la economía de la oferta, que aseguraba que las reducciones impositivas proveerían potentes incentivos para la inversión y contribuirían al relanzamiento de la economía. El desempleo ha alcanzado su punto más alto desde la gran depresión: 11,6 millones de norteamericanos están sin trabajo (10,4% de la población económica activa). De ellos, 3,7 millones han perdido su empleo desde la llegada de Reagan a la Casa Blanca. Sectores enteros de la producción habían sido desmantelados en veinte meses, los subsidios en todas las áreas de los servicios sociales habían sido drásticamente disminuidos.
Reagan aumentó de forma muy importante el gasto público, básicamente el militar, que pasó (en dólares constantes de 2000) de 267.100 millones de dólares en 1980 (4,9 % del PIB y 22,7 % de los gastos públicos) a 393.100 millones en 1988 (5,8 % del PIB y 27,3 de los gastos públicos); la mayoría de esos años el gasto militar estuvo alrededor del 6 % del PIB, superando esta cifra en 4 años distintos. Estas cifras no se veían desde el fin de la participación estadounidense en la Guerra de Vietnam, en 1973. aplicando acciones tendientes a reducir la inflación con tasas de interés altas, que provocan a su vez que el interés de los préstamos de los bancos fueran más altos, las obligaciones de todo los deudores fueron más altas desencadenando una espiral de quiebras hipotecarias junto con un aumento espectacular del desempleo, en 1982, Estados Unidos registra en un solo mes medio millón de desempleados más, del otro lado del Atlántico en Gran Bretaña las mismas políticas monetarias eran aplicadas por Margaret Thatcher que lleva a caídas en la producción industrial en 1982 al nivel de 1967 y, por primera vez desde 1945, donde regiones enteras de tradición industrial ven el cierre sistemático de fábricas y pozos mineros y el paro se dispara hasta índices del 30% y superior en zonas como Mánchester, Liverpool o Newcastle.

### Cambios impositivos

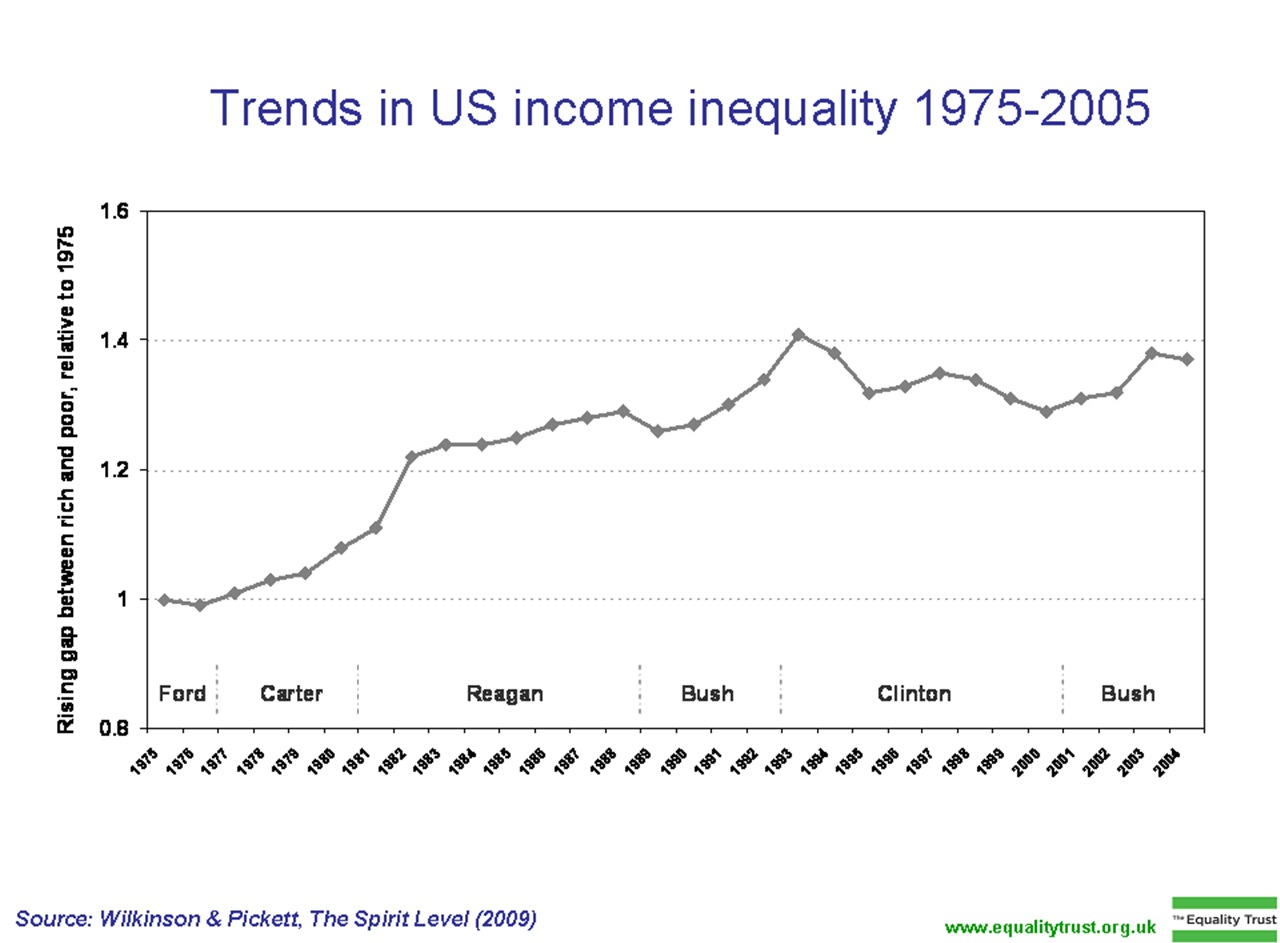
Tendencias de la desigualdad de ingresos en EE. UU.

El número de estadounidenses por debajo del nivel de pobreza aumentó de 29,2 millones en 1980 a 31,7 en 1988, lo que significa que, en porcentaje del conjunto de la población, se mantuvo casi estacionario, desde el 12,95 % en 1980 hasta el 13 % en 1988. Los menores de 18 años por debajo del nivel de pobreza pasaron de 11.543 millones en 1980 (18,3 % del total de niños) a 12.455 (19,5 %) en 1988. Además, la situación de los grupos de renta baja se vio perjudicada por la reducción del gasto social. También aumentó la desigualdad. La participación en el ingreso total del 5 % de los hogares de mayores ingresos pasó del 16,5 % en 1980 al 18,3 % en 1988 y la del quinto de mayores ingresos pasó del 44,2 % al 46,3 % en los mismos años. En cambio, la participación en el ingreso total del quinto más pobre pasó del 4,1 % al 3,8 % y la del segundo quinto más pobre del 10,2 % al 9,6 %. En el primer año de Reagan, se produjo una huelga de los controladores federales del tráfico aéreo. Su respuesta fue cesarlos y reemplazarlos con personal militar hasta conseguir reemplazos permanentes.
A pesar de que Estados Unidos, en 1982, era el mayor acreedor del mundo, en 1985 se había convertido en el mayor deudor; para 1987, su deuda externa excedía a la de toda Latinoamérica, y para 1990 su deuda era mayor que la de todo el Tercer Mundo.

### Desregulación
El economista Milton Friedman ha señalado como evidencia de la política antiregulatoria de Reagan el descenso en el número de páginas agregadas al registro federal cada año (el registro recoge las reglas y regulaciones que las agencias federales publican por año). El aumento en el número de páginas agregadas por año volvió a tener una tendencia ascendente, aunque menos escarpada, después de que Reagan abandonara su cargo el 1989. La campaña en defensa de la "libertad individual" frente a la intervención del Estado no tenía en realidad otro objetivo que reducir los gastos sociales y aligerar las disposiciones legales que protegían a los trabajadores, a los consumidores y al medio ambiente.
La cuestión de qué parte de la tendencia total de la desregulación puede ser debida a Reagan sigue siendo polémica. Los economistas Raghuram Rajan y Luigi Zingales precisan que muchos de los principales esfuerzos de la desregulación se produjeron, o al menos habían empezado antes de la llegada de Reagan (Se cita la desregulación de líneas aéreas y de camiones con el presidente Carter y el comienzo de la reforma desreguladora en ferrocarriles, teléfonos, gas natural, y banca). Por estas razones, argumentan que "«el movimiento hacia los mercados precedió a Reagan, que es visto como uno de sus salvadores». (En su libro Salvad el capitalismo de los capitalistas, p. 268, el economista William Niskanen, miembro del consejo de asesores económicos de Reagan y último presidente del Cato Institute, escribe que la desregulación tenía una baja prioridad dentro de la agenda de Reagan.[cita requerida] En suma, un largo estudio de los economistas Paul Joskow y Roger Noll concluye que los cambios en la regulación económica no reflejan simplemente un cambio ideológico repentino en la visión del poder ejecutivo federal. No es particularmente productivo referir a un movimiento genérico de la desregulación o pensar en ella como consecuencia de la elección de Ronald Reagan." (Política económica americana en los años 80, ed. Martin Feldstein, NBER 1994, pp. 371-72.) 
La desregulación llevó a los bancos y corredores de bolsa a ser menos cautos y tomar riesgos cada vez mayores, abandonando las inversiones seguras por inversiones a corto plazo y favoreciendo la especulación financiera, bursátil e hipotecaria, lo que para 1986/1987 produjo la crisis de Crisis de ahorros y préstamos (asociaciones de ahorro y préstamo, un tipo especial de instituciones financieras). El coste final de la crisis se estima que ha supuesto en torno al 160,1 mil millones de dólares, alrededor de 124.600 millones de dólares de los cuales fue entregada directamente por el gobierno de los Estados Unidos a través de un rescate financiero, a partir de 1986. En 1987 se produjo el lunes negro, el mayor derrumbe porcentual sucedido en un mismo día en la historia de los mercados de valores. En el crac de 1987, el índice bursátil de Wall Street pierde un 22% en un día, lo que llevó a un pánico financiero que desató una corrida bancaria a nivel internacional y llevó al quiebre de decenas de firmas inversoras estadounidenses. La crisis bursátil de 1987 supone un quiebre de la burbuja especulativa que había alimentado las ideas económicas de los Reaganomics. La última mitad de los años 1980 muestra unos índices de crecimiento entre el 1 y el 2,8 %.

## Justificación teórica
En sus discursos de la campaña electoral de 1980, Reagan presentó sus ofertas económicas como principios de la economía de libre empresa que habían estado vigentes antes de la gran depresión. Al mismo tiempo atrajo a seguidores del movimiento de Economía de la oferta, formados en la oposición a la política keynesiana de estímulos a la demanda. Este movimiento produjo algunos de los partidarios más fuertes para las políticas de Reagan.
La creencia de algunos autores en apoyo a las Reaganomics de que los tipos impositivos corta más que la paga para sí mismos estaba influida por la Curva de Laffer, un modelo teórico sobre la imposición fiscal que estaba particularmente en boga entre algunos conservadores americanos durante los años 1970. El modelo de Laffer establece que los tipos fiscales excesivos reducen la recaudación fiscal, provocando un descenso del incentivo a la producción. Según un estudio del 1996 del Think tank liberal Cato Institute. La desgravación fiscal para los ricos les permitiría gastar e invertir más. Este nuevo gasto estimularía la economía y crearía nuevos empleos. Reagan creía que una reducción de impuestos de esta naturaleza en última instancia generaría incluso más ingresos para el gobierno federal la estrategia económica en la que la carga tributaria se rebaja aceleradamente a las grandes corporaciones y los ricos, y se coloca el costo impositivo sobre la clase media. 
Inicialmente, la Junta de la Reserva Federal creía que la reducción de impuestos volvería a encender la inflación y elevaría las tasas de interés. Esto provocó una profunda recesión en 1981 y 1982. Las altas tasas de interés hicieron que el valor del dólar subiera en el mercado cambiario internacional, haciendo que los productos estadounidenses fueran más caros en el exterior. Como resultado, las exportaciones disminuyeron mientras que las importaciones aumentaron. El aumento del gasto en defensa de Ronald Reagan y los recortes de impuestos que lo acompañaron resultaron en dramáticos déficits presupuestarios durante los años ochenta. Los recortes de impuestos costarían al gobierno federal billones de dólares. Reagan abogó por pagar estos gastos recortando programas gubernamentales.
Antes de la elección de Reagan, las Reaganomics eran consideradas extremas por el ala moderada del partido republicano. En el año 1980 George Bush, mientras competía contra Reagan para la nominación republicana, manifestó que las Reaganomics eran un verdadero "vudú económico". De manera similar, en 1976, Gerald Ford había criticado seriamente la oferta de Reagan de dar vuelta atrás a una gran parte del presupuesto federal de los Estados.
En los años 1980, la política monetaria de la administración Reagan genera una explosión de la deuda de los países de América Latina, éstos que generalmente utilizan el dólar para reembolsar las sumas debidas. En Francia, el presidente François Mitterrand también lamenta esta política: "Estados Unidos nos hace pagar por su desempleo y su déficit. Nosotros somos los que permitimos que Reagan continúe con una política que nos aplasta".

## Crítica a la reaganomía
La política impositiva de Reagan fue acusada de generar un gran déficit de la balanza de pagos y del presupuesto federal y elevar significativamente el nivel de endeudamiento. Los economistas de la oferta, basándose en el modelo de la curva de Laffer, aducen que los recortes de impuestos provocaron que los ingresos por impuestos casi se duplicaran (pasando de 517 mil millones de dólares en 1980 a unos 1.032 mil millones en 1990), por lo que en su interpretación, tales déficits fueron causados por el incremento en el gasto público. Sin embargo, los críticos Archivado el 26 de septiembre de 2008 en Wayback Machine. argumentan que la subida de los ingresos públicos es significativamente menor si se tiene en cuenta el ajuste por inflación (1.077,4 mil millones de dólares en 1981 contra 1.235,6 mil millones en 1988, medidos en dólares del año 2000) y también un análisis del Center on Budget and Policy Priorities argumenta que "la historia muestra que las grandes reducciones de impuestos a las ganancias, en 1981, fueron seguidos de un anormalmente bajo crecimiento en los ingresos por el impuesto a las ganancias, mientras que los incrementos en las tasas del impuesto a las ganancias llevados a cabo en 1990 y 1993 fueron seguidos de un importante incremento en los ingresos por impuesto a las ganancias." Específicamente, el análisis calculó que la tasa media de crecimiento anual del ingreso real por impuesto a las ganancias por persona en edad laboral fue del 0,2 % en el período desde 1981 a 1990, y que este fue mucho mayor, 3,1 % en el período que va de 1990 a 2001.
Una recesión ocurrió en 1982, el segundo año de ejercicio de Reagan. Este hecho fue central en la campaña del secretario del tesoro Paul Volcker contra la inflación: aplicando la Curva de Phillips o la teoría NAIRU, un alto desempleo (superior al 10 % de la fuerza laboral, tanto en 1982 como en 1983) redunda en una reducción de la inflación. Reagan se benefició del hecho de que Volcker aflojó su política (pasando a una política monetaria más expansionista) después de que la inflación había sido dominada en mayor medida. Adicionalmente, la súbita caída del precio del crudo circa 1986, ayudó a la economía a lograr un crecimiento de la demanda sin inflación a finales de la década de 1980. El crecimiento del empleo durante la administración Reagan tuvo un promedio del 2,1 % anual, lo que la ubica en la media de las logradas en las presidencias del siglo XX.
Otra crítica reciente a las políticas de Reagan surge de la "Tax Reform Act" de 1986 y su impacto en el impuesto mínimo alternativo (AMT). La reforma fiscal ostensiblemente estaba destinada a reducir o eliminar las deducciones de impuestos. Esta legislación expandió la AMT de una ley destinada a inversores ricos que no estaban gravados con otros impuestos a una reenfocada sobre los americanos de clase media con hijos, que eran propietarios de su hogar, o vivían en Estados con alta carga impositiva. Este sistema impositivo paralelo golpeó duramente a los americanos de clase media por la reducción de sus deducciones, logrando un aumento efectivo de sus impuestos, al tiempo que aquellos con más altos ingresos (excediendo el millón de dólares) eran proporcionalmente menos afectados. De esta forma la carga impositiva fue quitada del 0,5 % más rico pasándose al conjunto de la clase media. En el 2006 el reporte "National Taxpayer Advocate" del Internal Revenue Service (IRS) señalo al AMT como el más serio problema individual del código impositivo. Hasta el 2007 el AMT redundo en un mayor ingreso por impuestos que el impuesto regular que se ha hecho dificultoso al Congreso reformar.